# STV Notícias
A STV Notícias foi lançada ao ar a 18 de Março de 2014. Da propriedade do Grupo SOICO, o canal de televisão temático moçambicano está disponível em Moçambique, Angola , Cabo Verde e Portugal.  
Parte dos conteúdos do canal são comuns aos da STV que foi o primeiro canal televisivo do Grupo SOICO. 
O PCA da STV Notícias é Daniel David, empresário moçambicano do ramo da Media e Comunicação.

### História
STV Notícias foi o primeiro e único canal temático de informação em Moçambique e o segundo do Grupo Soico que tem, também, a STV, canal generalista, como o primeiro e a operar no mercado desde 2002. 
Este canal de informação é uma referência em Moçambique, em termos de debate de temas de actualidade política, económica, social, desportiva e cultural, assim como dos seus telejornais.

O proprietário da STV Notícias é o Grupo SOICO, criado no ano 2000, e desde lá tem vindo a consolidar a sua presença, em Moçambique e ao nível internacional, através dos seus productos multimédia, tal como é o caso do Jornal O País.